# Chiesa di Santa Giustina (Pieve di Bono-Prezzo)
La chiesa di Santa Giustina, nota anche come pieve di Santa Giustina, è la parrocchiale di Creto, frazione di Pieve di Bono-Prezzo in Trentino. Fa parte della zona pastorale delle Giudicarie dell'arcidiocesi di Trento e potrebbe risalire al VI secolo.

## Storia

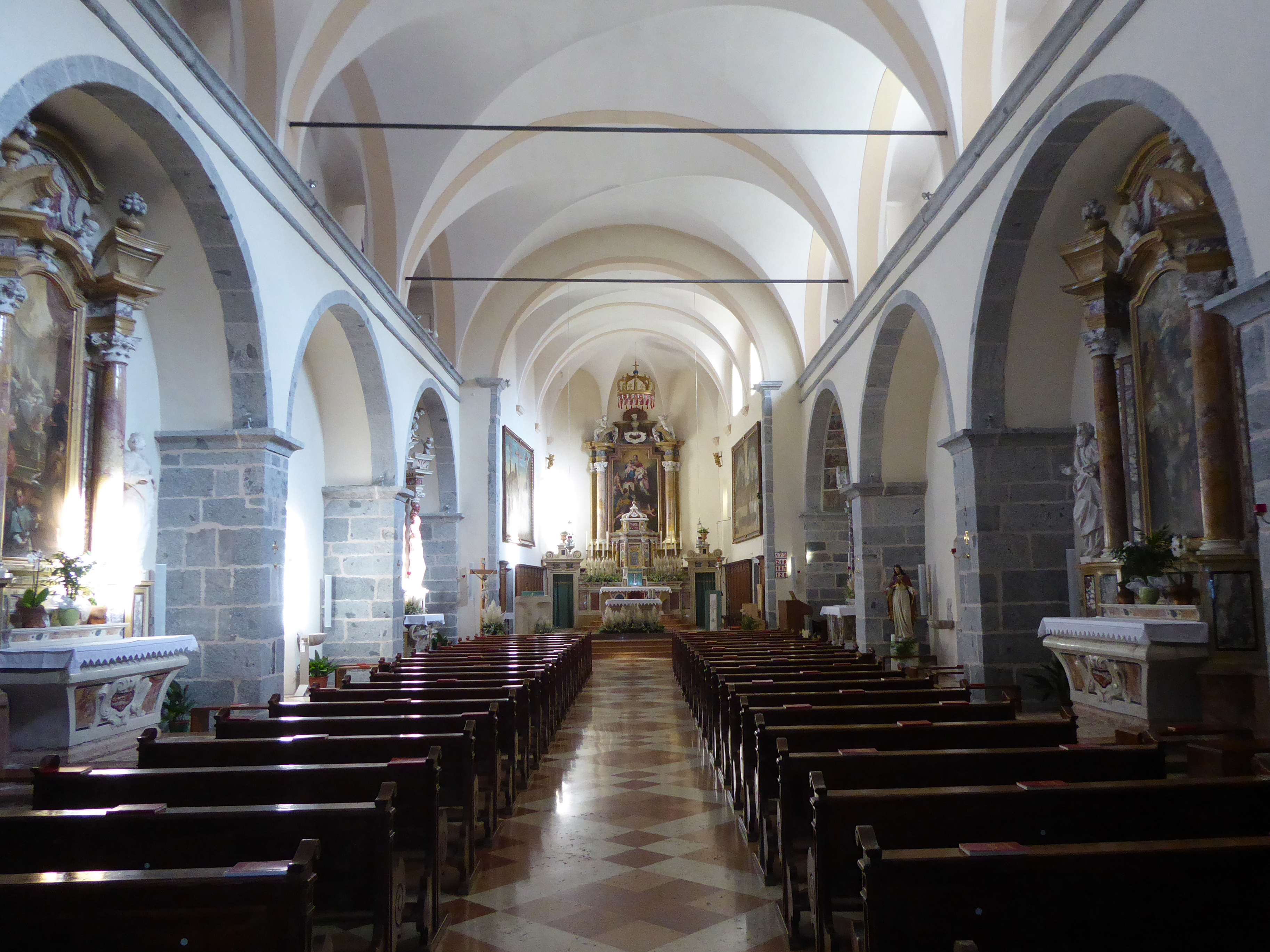
Interno. Nel presbiterio l'altare maggiore è preceduto dall'altare postconciliare installato in seguito all'adeguamento liturgico.

Secondo un'interpretazione non condivisa da tutti gli storici il culto per Santa Giustina avrebbe avuto come effetto la fondazione di un edificio religioso a Bono intitolato alla santa sin dal VI secolo, ma la prima citazione certa è del 1221, dove si parla comunque della presenza sul sito di un luogo di culto da lungo tempo.
Entro il XV secolo l'edificio venne ricostruito e ampliato in stile gotico e gli interni vennero decorati. 
Tra il 1586 ed il 1592 la piccola pieve venne nuovamente ricostruita e ampliata, e nell'occasione venne abbattuta una cappella intitolata a San Carlo fatta costruire dai Lodron. Il principe vescovo di Trento e cardinale Ludovico Madruzzo aveva preso tale decisione considerando le condizioni nelle quali versava l'edificio, e l'opera fu portata a termine verso la fine del XVI secolo e la consacrazione avvenne entro il 1603.
Nel corso del XVIII secolo si verificò un incendio che danneggiò l'altar maggiore e nella seconda metà del secolo fu affrescata la cappella del rosario, fu costruito un piccolo santuario, probabilmente in sostituzione della cappella di San Carlo già abbattuta e fu rifatta la facciata.
Nuovi interventi alla facciata vennero realizzati anche nel secolo successivo, quando venne costruito un nuovo camposanto sul retro della pieve, mentre in precedenza si trovava sul sagrato. Alla fine del secolo vennero restaurate la volta della sala e del presbiterio, fu rivista ancora la facciata e venne edificata una nuova sacrestia.
Durante il periodo bellico, tra il 1915 ed il 1918 venne utilizzata come ricovero per cavalli ed officina poi, e per tutto il periodo del primo dopoguerra fu oggetto di restauri e riparazione dei danni.
Divenne arcipretura nel 1928.
A partire dalla seconda metà del XX secolo e sino al 2000 sono stati effettuati numerosi interventi, come un nuovo impianto elettrico, un restauro generale che comprese anche il campanile, la ripulitura dei marmi, un impianto di riscaldamento con la posa di una nuova pavimentazione della sala.